# Victória de Sá
Victoria de Sá (São Paulo) é uma ciclista de ultra-distância e advogada brasileira. É especialista em provas mistas e auto-suficientes, tendo sendo a única mulher finalista do BikingMan Inca Divide em 2019, finalista no Bikingman Brazil 2021 e 2022 - sendo primeira colocada feminina em todos estes - e vencedora em diversas competições mistas, o qual se inclui a Diverge Gravel Race Brazil e Everesting.